# Jianghua Auto
Jianghua Auto Corporation ist ein Hersteller von Kraftfahrzeugen aus der Volksrepublik China.

## Unternehmensgeschichte
Das Unternehmen wurde 1965 in Xiangyang gegründet. Es stellt Omnibusse und landwirtschaftliche Nutzfahrzeuge her. In den 1990er Jahren entstanden auch Automobile. Deren Markenname lautete Junma.

## Personenkraftwagen
Das einzige Modell war der EXQ 6330 J. Das Fahrzeug ähnelte dem Daewoo Tico.